# برونو گیمارائش
برونو گیمارائش رودریگز مورا (پرتغالی: Bruno Guimarães Rodriguez Moura؛ زادهٔ ۱۶ نوامبر ۱۹۹۷) که با نام برونو گیمارائش شناخته می‌شود، بازیکن فوتبال حرفه‌ای اهل برزیل است که به عنوان هافبک دفاعی برای نیوکاسل یونایتد و تیم ملی برزیل بازی می‌کند.

## افتخارات

### باشگاهی
اتلتیکو پارانائنزه
- جام حذفی فوتبال برزیل: ۲۰۱۹
- جام پارانائنزه: ۲۰۱۸
- جام سودامریکانا: ۲۰۱۸
- جام جی.لیگ / قهرمانی جام سودامریکانا: ۲۰۱۹

### شخصی
- تیم سال مسابقات قهرمانی برزیل سری آ: ۲۰۱۹[۱]